# Hiraea peruviana
Hiraea peruviana är en tvåhjärtbladig växtart som beskrevs av C.E.Anderson. Hiraea peruviana ingår i släktet Hiraea och familjen Malpighiaceae. Inga underarter finns listade i Catalogue of Life.